# Список символов Канарских островов
В этой статье приведён список символов из животного и растительного мира Канарских островов в целом и каждого из островов. Эти виды были установлены в качестве символов Декретом от 30 апреля 1991 г. правительства Канарских островов.
Cимволы из животного и растительного мира архипелага в целом:
| Регион            | Природные символы                                                                      | Фото |
| ----------------- | -------------------------------------------------------------------------------------- | ---- |
| Канарские острова | Канарский канареечный вьюрок (Serinus canaria) и Финик канарский (Phoenix canariensis) |      |

Cимволы из животного и растительного мира каждого из островов:
| Остров        | Природные символы                                                                                           | Фото |
| ------------- | --- | ---- |
| Иерро         | Гигантская ящерица Эль-Йерро (Gallotia simonyi machadoi) и Можжевельник красноплодный (Juniperus phoenicea) |      |
| Гомера        | Белохвостый лавровый голубь (Columba junoniae) и Персея индийская (Persea indica)                           |      |
| Пальма        | Клушица (Pyrrhocorax pyrrhocorax barbarus) и Сосна канарская (Pinus canariensis)                            |      |
| Тенерифе      | Голубой зяблик (Fringilla teydea) и Драконово дерево (Dracaena draco)                                       |      |
| Гран-Канария  | Канарский дог (Canis lupus familiaris) и Молочай канарский (Euphorbia canariensis)                          |      |
| Фуэртевентура | Канарская дрофа (Chlamydotis undulata fuertaventurae) и Молочай Хандия (Euphorbia handiensis)               |      |
| Лансароте     | краб Munidopsis polymorpha и Молочай бальзамический (Euphorbia balsamifera)                                 |      |